# Cladorhiza abyssicola
Cladorhiza abyssicola är en svampdjursart som beskrevs av Sars 1872. Cladorhiza abyssicola ingår i släktet Cladorhiza och familjen Cladorhizidae. Arten är reproducerande i Sverige. Inga underarter finns listade i Catalogue of Life.